# 田切

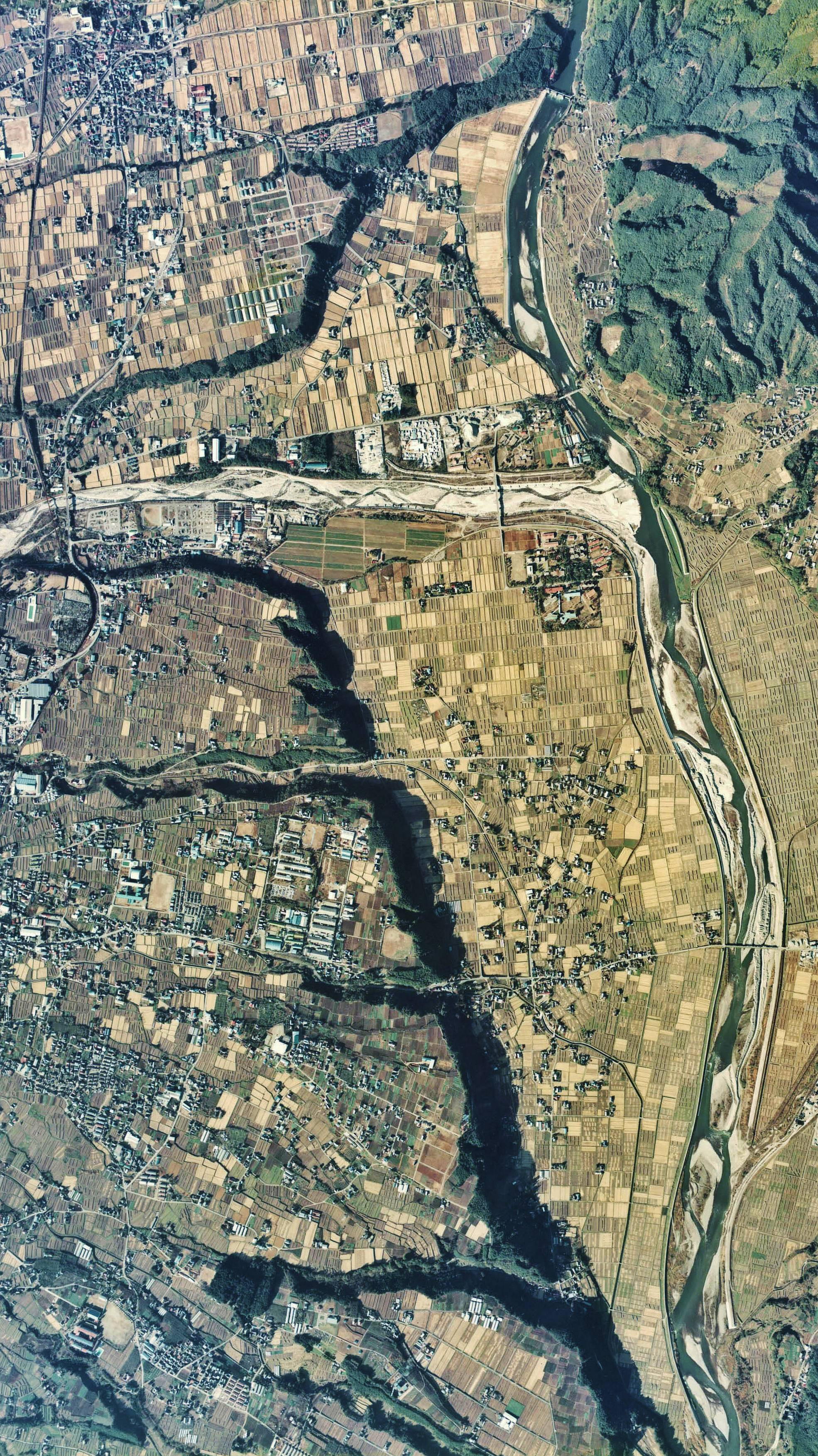
長野県駒ヶ根市と宮田村との境を流れる太田切川の河口周辺。
伊那谷を南北に流れる天竜川が造った河岸段丘を横断するようにいくつかの川が侵食している。

田切（たぎり）とは、日本の地形または地形を由来とする地名さらに人名。地名としては日本各地に存在する。由来は、「滾る」（たぎる）であり、傾斜地を流れる河川において、両側が崖状になっている場所を水が激しく流れる様子のことをいう。地形としては、扇状地などの緩斜面や台地が、河川により深く侵食された結果、河床の低地や急崖によって分断されたものを言う。

## 田切の例

### 長野県
長野県伊那地方は田切地形・地名の最も顕著な例であり、天竜川の河岸段丘や断層崖を横断するように、天竜川の各支流（太田切川、中田切川、与田切川など）が流れ、段丘面を激しく侵食し田切地形を作っている。河川と段丘面の高低差は50m以上と断崖を形成する場所もある。このため鉄道（JR飯田線）や主要道路（国道153号現道）は、このような田切を横断する箇所では、数100mほど上流側へ迂回するカーブを描いて傾斜を緩めるコースをとっている。一方で、中央自動車道や国道153号伊南バイパスでは長大橋によりこれらの河川を渡っている。

### 新潟県
新潟県妙高市にも田切という字名が存在し、妙高火山の裾野の緩斜面が太田切川、郷田切川、白田切川などによって侵食されている。太田切川は高さ最大50 mほどのV字谷を形成するが、上信越自動車道や国道18号はそれぞれ太田切川橋と妙高大橋という長大橋により渡っている。

### 東京都
高低差がさほどきつくない東京都目黒区祐天寺駅付近にもかつて町名として存在していた。現在は、田切公園という公園名でのみ名を残す。 